# Identités de Green
En analyse les identités de Green sont trois identités du calcul vectoriel reliant une intégrale définie dans un volume et celle définie sur le bord de ce volume. Ces relations sont dues à George Green.

## Première identité de Green
Soient φ et ψ des fonctions scalaires définies sur le domaine V ⊂ Rd, limité par le domaine {\displaystyle \partial V} de normale n, orientée vers l'extérieur du domaine, telles que φ soit au moins deux fois différentiables et ψ une fois. La première identité s'obtient par le théorème de flux-divergence appliqué au champ de vecteurs F = ψ ∇φ en utilisant l'identité ∇ ⋅(φ X ) = ∇φ ⋅X + φ ∇⋅X, :
{\displaystyle \int _{V}\left(\psi \,\Delta \varphi +\nabla \psi \cdot \nabla \varphi \right)\,\mathrm {d} V=\int _{\partial V}\psi \,\nabla \varphi \cdot \mathbf {n} \,\mathrm {d} \mathrm {S} }

## Seconde identité de Green
Si φ et ψ sont deux fois continument différentiables dans V ⊂ R3 et ε une fois alors en prenant F = ψ ε ∇φ − φ ε ∇ψ on obtient, :
{\displaystyle \int _{V}\left[\psi \,\nabla \cdot \left(\varepsilon \,\nabla \varphi \right)-\varphi \,\nabla \cdot \left(\varepsilon \,\nabla \psi \right)\right]\,\mathrm {d} V=\int _{\partial V}\varepsilon \left(\psi {\partial \varphi  \over \partial \mathbf {n} }-\varphi {\partial \psi  \over \partial \mathbf {n} }\right)\,\mathrm {d} S}
Si l'on prend ε = 1 alors :
{\displaystyle \int _{V}\left(\psi \,\Delta \varphi -\varphi \,\Delta \psi \right)\,\mathrm {d} V=\int _{\partial V}\left(\psi \nabla _{\mathbf {n} }\varphi -\varphi \nabla _{\mathbf {n} }\psi \right)\,\mathrm {d} S}
En particulier ceci montre que le laplacien est un opérateur auto-adjoint pour le produit intérieur L2 dans le cas de fonctions s'annulant sur la limite du domaine.

## Troisième identité de Green
Si on choisit φ = G où la fonction de Green G est une solution du laplacien, c'est-à-dire :
{\displaystyle \Delta G(\mathbf {x} ,{\boldsymbol {\eta }})=\delta (\mathbf {x} -{\boldsymbol {\eta }})}
Par exemple si dans R3 une solution est de forme :
{\displaystyle G(\mathbf {x} ,{\boldsymbol {\eta }})={\frac {-1}{4\pi \|\mathbf {x} -{\boldsymbol {\eta }}\|}}}
La troisième identité de Green dit que si ψ est deux fois continument différentiable alors :
{\displaystyle \int _{V}G(\mathbf {y} ,{\boldsymbol {\eta }})\,\Delta \psi (\mathbf {y} )\,\mathrm {d} V_{\mathbf {y} }-\psi ({\boldsymbol {\eta }})=\int _{\partial V}\left[G(\mathbf {y} ,{\boldsymbol {\eta }}){\partial \psi  \over \partial \mathbf {n} }(\mathbf {y} )-\psi (\mathbf {y} ){\partial G(\mathbf {y} ,{\boldsymbol {\eta }}) \over \partial \mathbf {n} }\right]\,\mathrm {d} S}
Si de plus ψ est une fonction harmonique, donc solution de l'équation de Laplace ∇2ψ = 0 on a :
{\displaystyle \psi ({\boldsymbol {\eta }})=\int _{\partial V}\left[\psi (\mathbf {y} ){\frac {\partial G(\mathbf {y} ,{\boldsymbol {\eta }})}{\partial \mathbf {n} }}-G(\mathbf {y} ,{\boldsymbol {\eta }}){\frac {\partial \psi }{\partial \mathbf {n} }}(\mathbf {y} )\right]\,\mathrm {d} S}
Dans le cas d'une condition aux limites de Dirichlet G s'annule au bord du domaine et :
{\displaystyle \psi ({\boldsymbol {\eta }})=\int _{\partial V}\psi (\mathbf {y} ){\frac {\partial G(\mathbf {y} ,{\boldsymbol {\eta }})}{\partial \mathbf {n} }}\,\mathrm {d} S}
Si ψ est solution de l'équation de Helmholtz et G la fonction de Green correspondante alors cette expression conduit au principe de Huygens-Fresnel.

## Variétés différentielles
Les deux premières identités de Green s'étendent à des variétés riemanniennes :
{\displaystyle {\begin{aligned}\int _{M}u\,\Delta v\,\mathrm {d} V+\int _{M}\langle \nabla u,\nabla v\rangle \,\mathrm {d} V&=\int _{\partial M}uNv\,\mathrm {d} {\widetilde {V}}\\\int _{M}\left(u\,\Delta v-v\,\Delta u\right)\,\mathrm {d} V&=\int _{\partial M}(uNv-vNu)\,\mathrm {d} {\widetilde {V}}\end{aligned}}}
où u et v sont des fonctions lisses à valeurs réelles sur M, dV est le volume associé à la métrique, {\displaystyle d{\widetilde {V}}} est le volume correspondant sur le bord de M et N est le champ de vecteurs normaux.